# Gammarus duebeni
Gammarus duebeni är en kräftdjursart som beskrevs av Wilhelm Lilljeborg 1851. Gammarus duebeni ingår i släktet Gammarus och familjen Gammaridae. Arten är reproducerande i Sverige. Inga underarter finns listade i Catalogue of Life.